# Leuciscus lindbergi
Leuciscus lindbergi és una espècie de peix cipriniforme de la família dels ciprínids que es troba al territori de l'antiga URSS.